# Jean II de Brabant
Pour les articles homonymes, voir Jean II.
Jean II de Brabant, dit le Pacifique, né le 27 septembre 1275, mort à Tervueren le 27 octobre 1312, est duc de Brabant et de Limbourg de 1294 à 1312. Il est le fils de Jean Ier et de Marguerite de Dampierre.

## Biographie

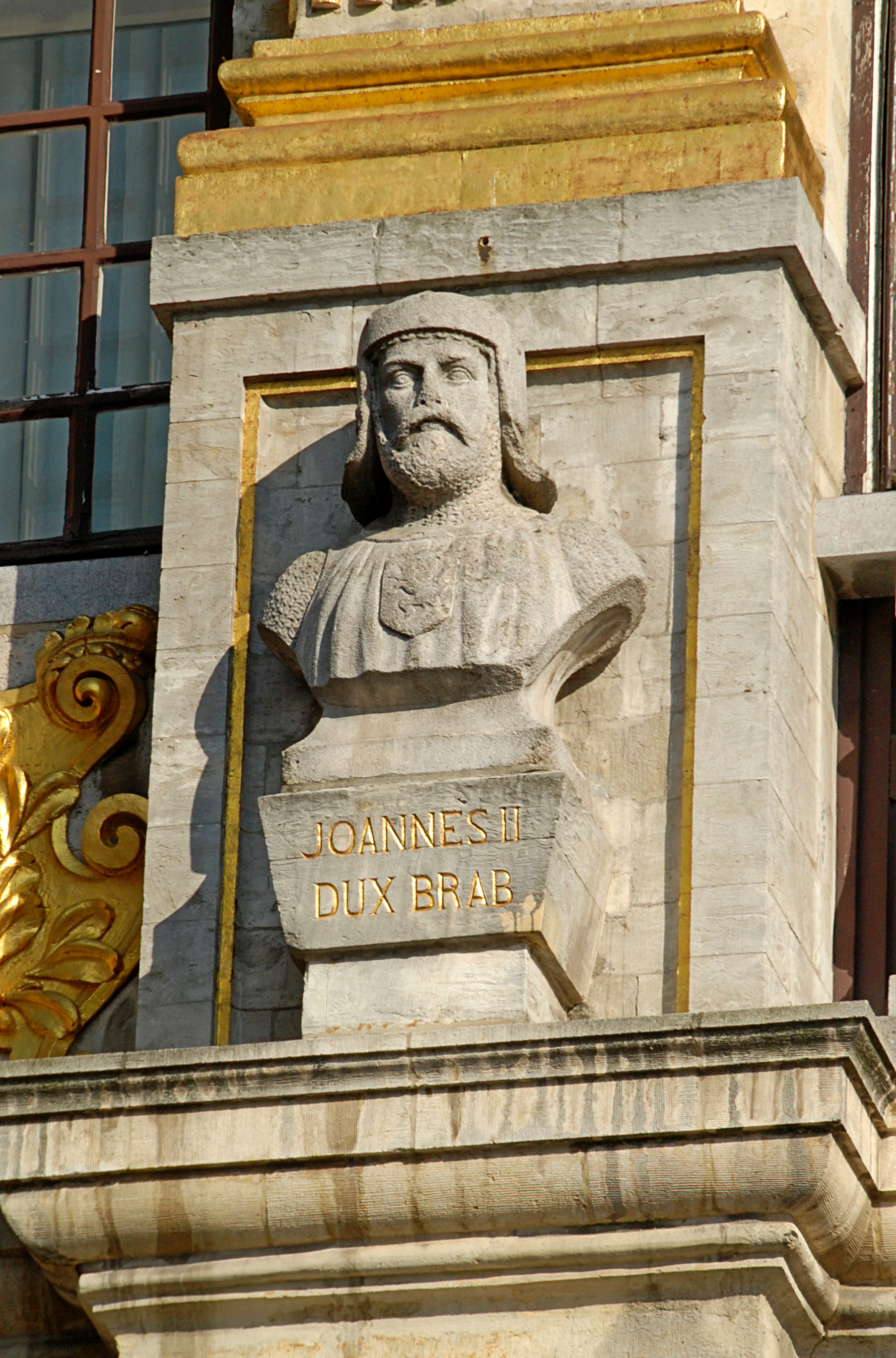
Jean II, duc de Brabant, Maison des Ducs de Brabant, Grand-Place de Bruxelles.

Il est fiancé à Marguerite d'Angleterre dès 1277 et l'épouse quand il a quinze ans. Il succède à son père en 1294, mais doit faire face à des révoltes, dont il se rend maître avec l'aide de son oncle Godefroy d'Aerschot. Il prend part ensuite à une ligue avec le roi d'Angleterre et Guy de Dampierre, comte de Flandre et d'autres seigneurs contre Philippe IV le Bel, roi de France. Des retards empêchent l'offensive, et la ligue se disloque en 1300. Il s'impose cependant dans la région qui devait devenir la Belgique et combat l'empereur Albert de Habsbourg qui cherche à raffermir son autorité dans la région, mais doit se soumettre. En 1303, il combat le comte Jean II de Hollande pour s'étendre vers l'embouchure de l'Escaut, mais essuie un échec.

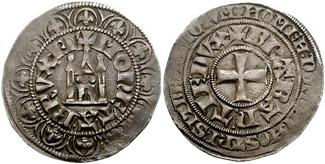
Gros tournois au Châtel de Jean II de Brabant.

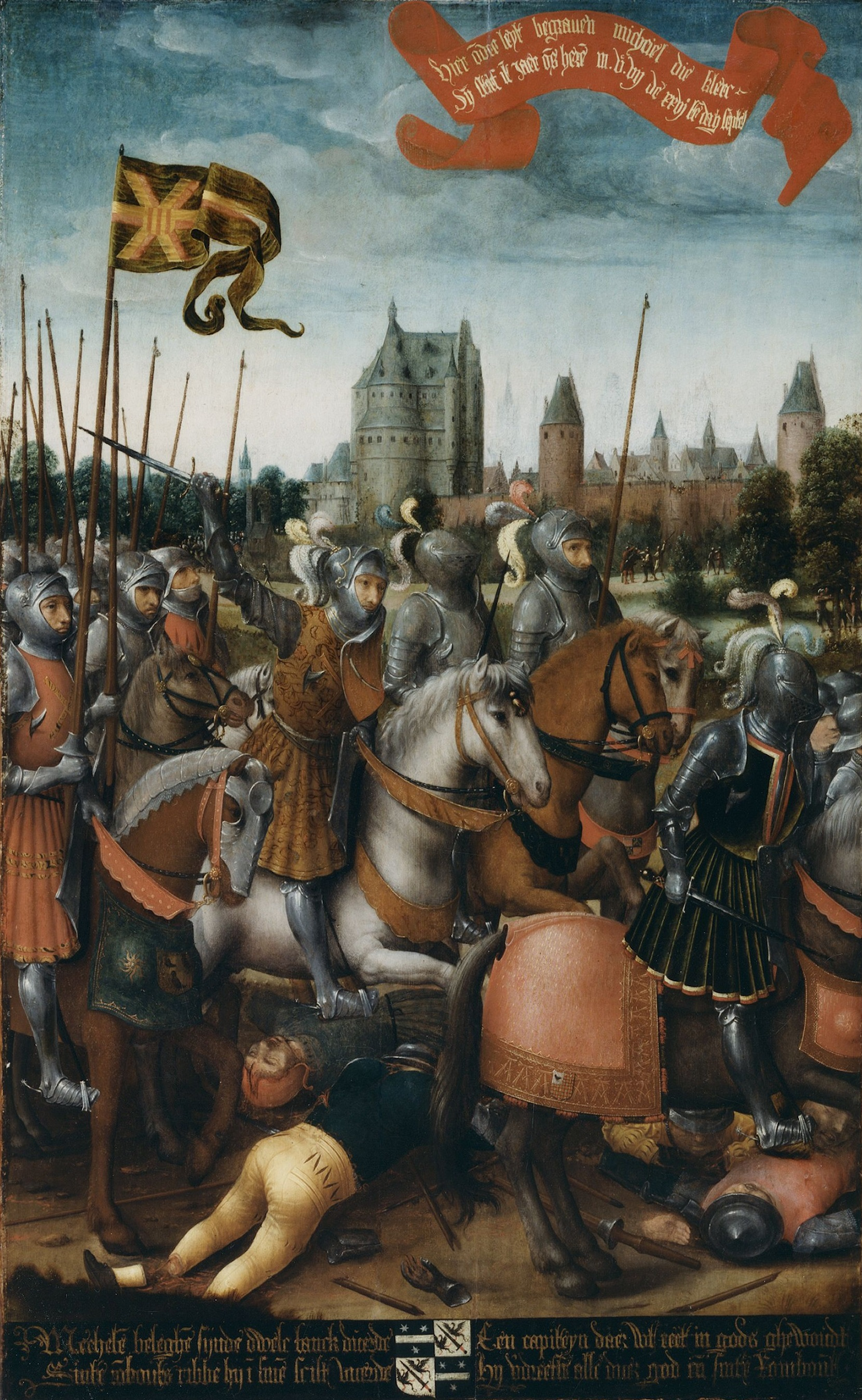
Siège de Malines par le duc Jean II
huile sur toile, Colijn de Coter.

Atteint de gravelle, il signe sur son lit de mort la Charte de Cortenbergh qui tiendra lieu de constitution du duché de Brabant et meurt en 1312. Il est enterré à la Cathédrale Saints-Michel-et-Gudule de Bruxelles.

## Mariages et enfants
Il épouse à l'abbaye de Westminster le 9 juillet 1290 Marguerite d'Angleterre (1275-1333), fille d'Édouard Ier, roi d'Angleterre et d'Éléonore de Castille. Ils ont :
- Jean III (1300 † 1355), duc de Brabant et de Limbourg.

Il laisse également plusieurs fils illégitimes dont :
- Jean de Corsselaer ( † après le 19 mai 1373), seigneur de Wittem (1344), seigneur de Wailwilre et de Machelen, dont postérité ;
- Jean Cordeken ou de Cordekeim ( † avant 1361), seigneur de Glymes, auteur de la maison de Glymes.

## Source
- Alphonse Wauters, « Jean II », Académie royale de Belgique, Biographie nationale, vol. 10, Bruxelles, 1889 [détail des éditions], p. 216-237.